# بوم (قایق)

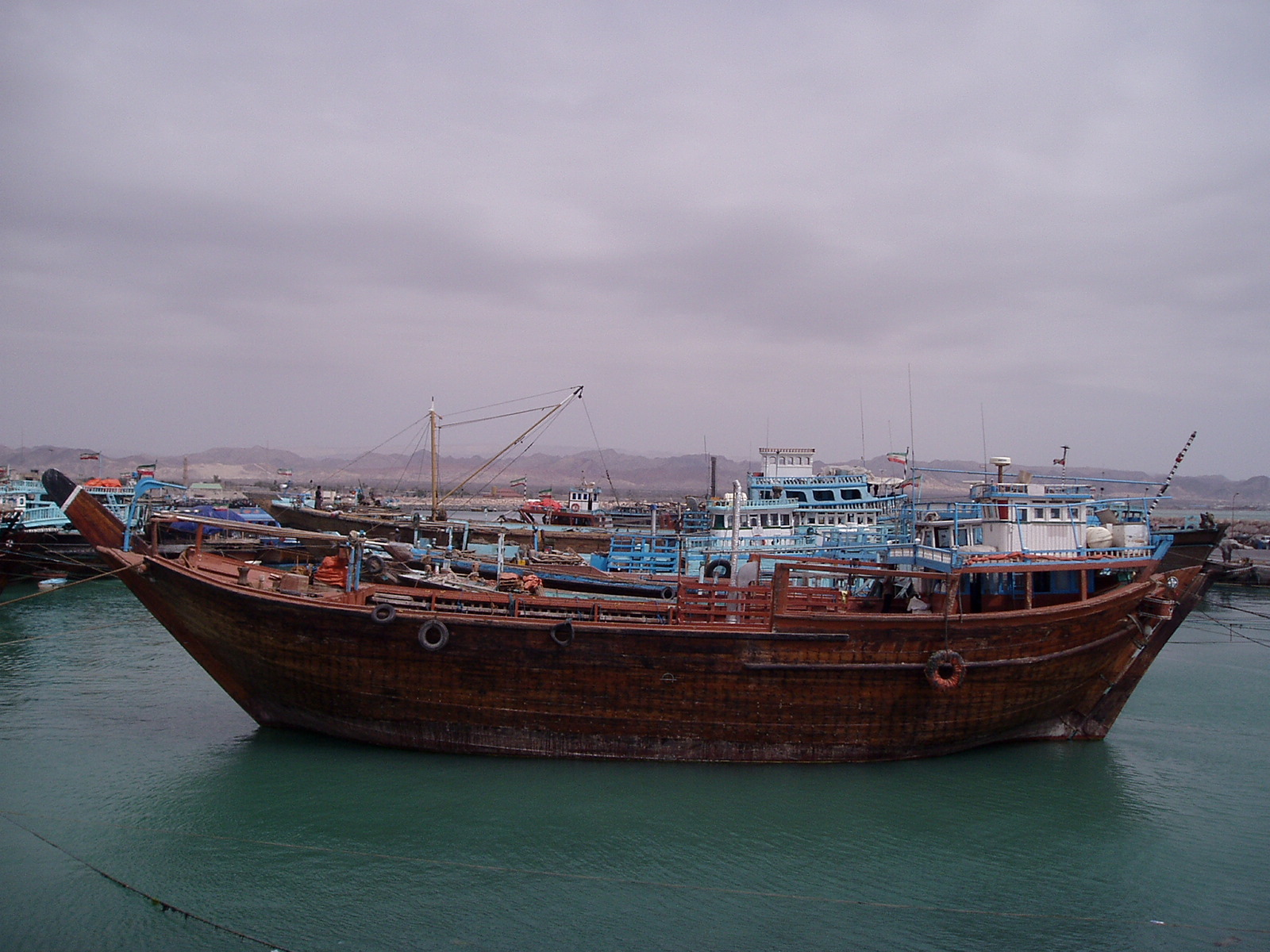
یک بوم دیزلی در بندر کنگ

بوم از بزرگ‌ترین انواع کشتی‌های رایج در خلیج‌فارس و دریای عمان است. بوم اصلاً کشتی بادبانی است و در پنجاه سال اخیر بجای بادبان از موتور دیزل برای حرکت آن استفاده می‌شود از این نظر نوعی لنج به شمار می‌رود.
دریانوردان ایرانی و عرب برای تجارت و حمل بار با بوم تا سواحل آفریقا و هندوستان مسافرت می‌کنند.

## تاریخ
به گفته اهالی بندرهای خلیج فارس نخستین بوم‌ها در شهر کویت ساخته می‌شد. بعدها در بندرعباس و هرمز و بندر کنگ و بندر بوشهر و جزیره قشم نیز بوم‌سازی رایج شد که هنوز نیز در این نقاط بوم ساخته می‌شود.

## بخش‌های بوم
بوم بادبانی از دو بخش اصلی «بدنه» و «سامان» تشکیل می‌شود. بدنه آن از تخته‌های چوب ساج ساخته می‌شود. سامان شامل تمام اجزایی است که به بادبان‌های بوم مربوط می‌شود.
به جلوی بدنه «سینه» و به انتهای آن «دوم» (دُم) گفته می‌شود. طرف راست آن «بُرد راست» و طرف چپ آن «بُرد چپ» نام دارد. قطعه چوپ پهن و بلندی در سینه قرار دارد که «ساطور» نامیده می‌شود.بخش میان بردهای چپ و راست تا سینه را «عالیه» می‌نامند. تیر حمال اصلی بدنه که در تمام طول کف بدنه امتداد دارد «بیس» نام دارد.
دکل اصلی «دول» نام دارد و تیر بلندی بر آن سوار می‌شود که «پروند» خوانده می‌شود. بادبان بزرگ اصلی که «گپ» خوانده می‌شود به پروند آویزان می‌شود. برخی بوم‌ها دول کوچک‌تری در عقب دول اصلی دارند که با پروند کوچک‌تری بادبان کوچک تر «قلمی» را نگه می‌دارد.
- اصطلاحات دریانوردی در خلیج فارس